# Hiéroglyphe égyptien H4

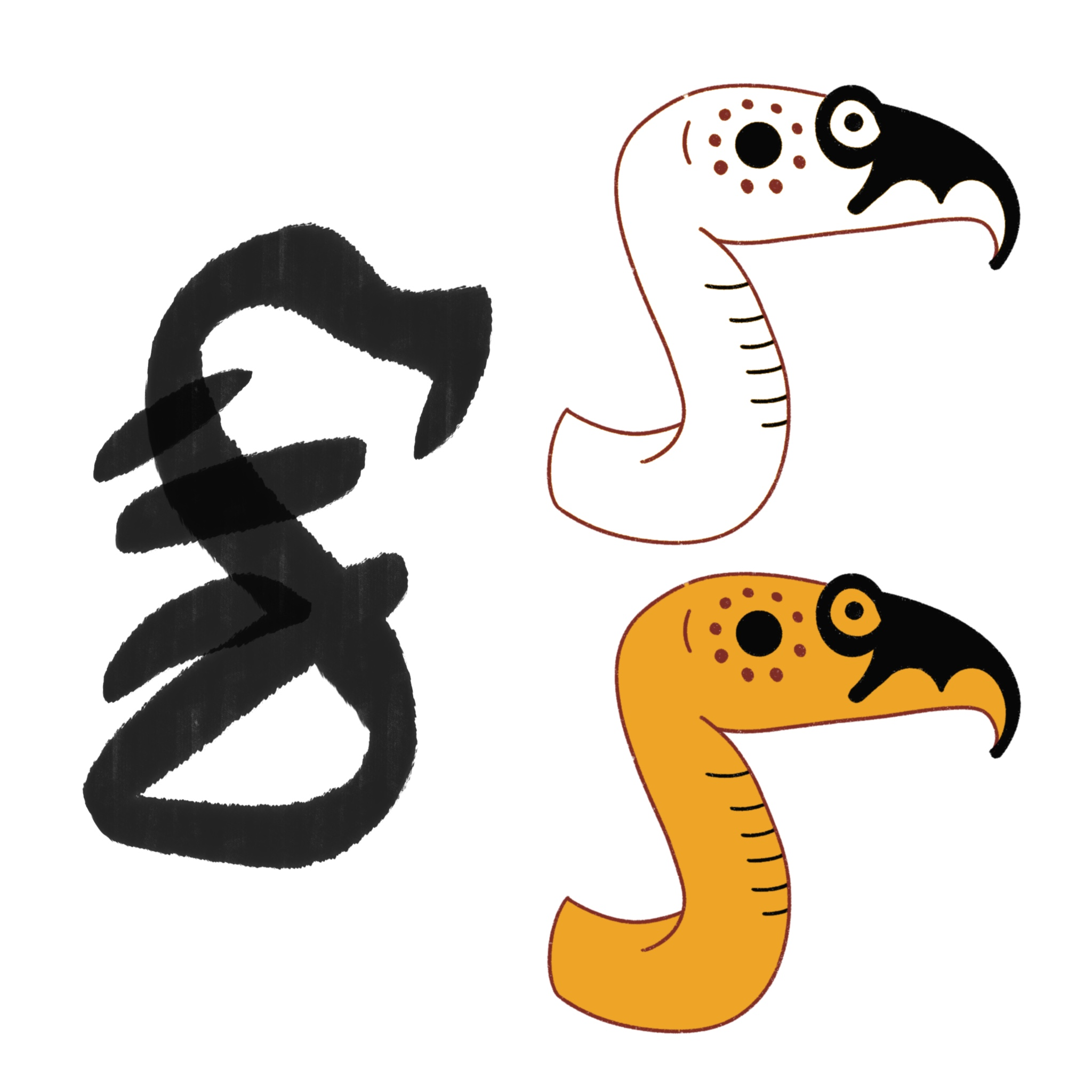
Version hiératique et hiéroglyphique

Le hiéroglyphe égyptien H4 (tête de vautour) est classifiée dans la section H « Parties d'oiseaux » de la liste de Gardiner ; cet hiéroglyphe y est noté H4. 

## Représentation
Il représente une tête de vautour fauve (Gyps fulvus) ; blanche avant la XIXe dynastie elle devient jaune.

## Utilisation
| H4 | A1 · B1 · Z2 |

| H4 | A1 · B1 · Z2 |

| n · r · t | G14 |

| n · r · t | G14 |

d'où son utilisation en tant que complément phonétique de valeur nr.

## Exemples de mots
| n · r | i | i | H4 · D40 |

| n · r | i | i | H4 · D40 |

| n · r | w | H4 | D40 · Z2 |

| n · r | w | H4 | D40 · Z2 |

| n · r | H4 · D40 |

| n · r | H4 · D40 |